# 嘉禾勋章
嘉禾勋章是中华民国北京政府颁授给“有勋劳于国家者”以及“有功绩于学问及事业者”的勋章，正式名称为嘉禾章，为北洋政府大总统以外的人能获得的最高等级勋章。1912年7月29日，陆徵祥签署《勋章令》正式确立北洋政府的勋章制度。嘉禾章分九等十种，其中二等分为二等大绶嘉禾章和二等嘉禾章。

## 授制
| 等级 | 授勋方式 | 绶带颜色 |
| ---- | -------- | -------- |
| 一等 | 大绶     | 黄色红缘 |
| 二等 | 大綬     | 黃色白緣 |
| 三等 | 领绶     | 紅色白緣 |
| 四等 | 襟綬加結 | 紅色白緣 |
| 五等 | 襟綬     | 紅色白緣 |
| 六等 | 襟綬加结 | 藍色紅緣 |
| 七等 | 襟綬     | 蓝色紅緣 |
| 八等 | 襟綬     | 白色紅緣 |
| 九等 | 襟綬     | 黑色白緣 |

## 勋表
颜色与绶带相同。

## 佩戴规则
一、二等佩戴在上衣左襟下方，大綬由左肩斜至右脅，下結副章於綬末。
三等以領綬佩戴在上衣正中領下方。
四至九等以襟綬佩戴在上衣左襟上方。